# یواس‌اس کیتیواک (ای‌اس‌آر-۱۳)
یواس‌اس کیتیواک (ای‌اس‌آر-۱۳) (به انگلیسی: USS Kittiwake (ASR-13)) یک زیردریایی بود که طول آن ۲۵۱ فوت ۴ اینچ (۷۶٫۶۱ متر) بود. این زیردریایی در سال ۱۹۴۵ ساخته شد.